# Emmas Schatten
Emmas Schatten ist ein dänischer Spielfilm aus dem Jahr 1988. Er spielt im Jahr 1932, Regie führte Søren Kragh-Jacobsen, in den Hauptrollen spielen Line Kruse und Börje Ahlstedt.
 Das Drama ist in Deutschland auch unter dem Titel Eine ungewöhnliche Entführung bekannt.

## Handlung
Im Jahre 1932 wird die Entführung des Kindes von Charles Lindbergh im Salon der Kopenhagener Fabrikantenfamilie Zulow im Kreise wohl situierter Geschäftsfreunde angeregt diskutiert. Auf das Gespräch wird die elfjährige Tochter Emma aufmerksam, denn sie leidet als einziges Kind ihrer Eltern unter ständiger Vernachlässigung und Vereinsamung.
Durch die Unterhaltung im Salon kommt sie auf die Idee, ihre eigene Entführung vorzutäuschen, um ihren Eltern einen Schrecken einzujagen und um endlich Aufmerksamkeit zu bekommen. Während einer Fahrt mit dem Familienchauffeur verschwindet sie und hinterlässt einen Zettel mit dem Hinweis auf ihre Entführung. Im Arbeiterviertel trifft sie auf den schwedischen Kanalarbeiter Malthe, der aus Versehen über sie stolpert und sie dabei am Knie verletzt. Malthes schlechtes Gewissen lässt ihn Emma mit in seine Wohnung nehmen, um ihr Knie zu verbinden. Obwohl Emma von der ärmlichen und schmutzigen Wohnung zunächst abgeschreckt wird, findet sie jedoch bei Malthe zum ersten Mal in ihrem Leben wirkliche Menschlichkeit, Wärme und Geborgenheit. Um Unterschlupf zu finden, behauptet Emma, sie wäre aus Russland geflohen und werde verfolgt. Da Malthe selbst Einwanderer aus Schweden ist und deshalb fast täglich von seinen Arbeitskollegen schikaniert wird, glaubt er Emmas Geschichte und lässt sie bei sich wohnen. Um ihm zu helfen, erpresst sie von ihren Eltern äußerst raffiniert ein Lösegeld, das Malthe ein besseres Leben ermöglichen soll. Sie kleidet ihn neu ein und organisiert eine Suite im Grand-Hotel, damit Malthe einmal einen luxuriösen Abend verleben kann. Doch die Polizei ist ihm schon dicht auf den Fersen, denn sie glaubt, dass Malthe der Kidnapper von Emma ist. Doch dieser ist in Wirklichkeit völlig ahnungslos.

## Kritik
„Liebenswürdiger, mit großem Geschick inszenierter Film mit märchenhaft-naiven Aspekten, durch die scharf konturierten Charaktere jedoch psychologisch glaubwürdig. Ein geschicktes Drehbuch, die präzise Kameraarbeit und überzeugende Darsteller runden den positiven Gesamteindruck ab. Ein Film für die ganze Familie.“

## Auszeichnungen
Der Film wurde u. a. mit dem 'Grand Prix de la Jeunesse' 1988 in Cannes ausgezeichnet. Die Hauptdarstellerin Line Kruse, die in diesem Film ihr Kinodebüt hatte, wurde 1990 bei den Pariser Filmfestspielen als beste Schauspielerin ausgezeichnet.